# Зоологічний музей імені Бенедикта Дибовського
Зоологічний музей ім. Бенедикта Дибовського — науково-навчальний підрозділ біологічного факультету Львівського національного університету імені Івана Франка. Поширений акронім при позначеннях колекційних зразків — «ЗМД».

## Розташування, приміщення, зали
Музей розташований в одному з найдавніших корпусів Львівського університету на вул. Грушевського, буд. 4. Зали з експозицією і фонди музею займають близько 1/5 частини третього поверху будівлі біологічного факультету.
Музей започатковано Бенедиктом Дибовським. Сучасний колектив музею становить 5 осіб: завідувач та 4 зберігачі фондів (у складі 2 кандидати біологічних наук). Завідувач музею — орнітолог, зоолог та музеолог Ігор Шидловський.

## Історичні відомості
Зоологічний музей Львівського національного університету імені Івана Франка належить до числа найстаріших університетських музеїв Європи. Заснований він як Кабінет натуральної історії у 1784 році.
З приходом у Львівський університет професора Б. Дибовського, музей набув статусу Зоологічного. 25 лютого 1885 року наказом Ректора для створення музею для Кабінету виділяють додатково три зали і коридор. Таким чином, музей отримує у своє розпорядження п'ять залів, загальною площею 470 м², які й до наших днів знайомлять студентів-біологів та численних відвідувачів з фауною всього світу.
Протягом 80-х років XX століття основним напрямком роботи музею було збереження зібраних зразків і дещо в меншій мірі поповнення та ревізія його наукових фондів.
У 2003 році довідкова інформація про Зоологічний музей була включена до 9-го видання Каталогу музеїв світу (Museums Of The World [Архівовано 14 вересня 2011 у Wayback Machine.]) (Лейпциг, Німеччина) і з того часу, щорічно публікується у кожному наступному виданні.
У тому ж році опис орнітологічної колекції музею ввійшов до Огляду основних Європейських колекцій птахів (An inventory of major European bird collections, 2003 [Архівовано 10 червня 2011 у Wayback Machine.]). Крім того, описи і фотографії камчатських колекцій Б. Дибовського, а також інформація про музей опубліковані у книзі Марії Дибовської «Kamczatka i jej ludy autochtoniczne: w fotografiach, tekstach i eksponatach Benedykta Dybowskiego [Архівовано 12 вересня 2011 у Wayback Machine.]» (Warszawa, 2003).
Працівниками музею протягом всіх років велися та ведуться роботи з поповнення і систематизації фондів, у результаті чого колекції збагатилися більше ніж на 2 тис. експонатів. Співробітники музею взяли участь у складанні міжнародного анотованого списку решток морської корови Hidrodamalis gigas (An Annotated List of Extant Skeletal Material of Steller's Sea Cow (Hydrodamalis gigas) (Sirenia: Dugongidae) from the Commander Islands [Архівовано 2 лютого 2014 у Wayback Machine.]). Шляхом опрацювання літературних даних та контактів з іншими музеями встановлено, що зі стін музею походять 5 повних скелетів цієї тварини: три з яких зберігаються в Україні (один у Львові і два в Києві), четвертий у Відні, а п'ятий був переданий до Варшави, але там зник. І практично усі наявні в Україні частини скелетів цього виду походять з музею (не повний скелет у Харкові та ін.) Всього ж у світі налічується 27 повних скелетів цієї тварини та понад 550 кісток, які зберігаються у 51 музеї в 42 містах. На сьогодні у музеї зберігається повний скелет та бл. 100 кісток зібраних алеутом Сініциним.
11 лютого 2004 року розпорядженням Кабінету Міністрів України № 73-р до реєстру наукових об'єктів, що становлять національне надбання, було внесено «Наукові фонди та музейну експозицію Зоологічного музею Львівського національного університету імені Івана Франка».
27 грудня 2012 року згідно з наказом № 189 [Архівовано 2 лютого 2014 у Wayback Machine.] Управління культури Львівської обласної державної адміністрації Зоологічний музей отримав звання «Народний музей».

## Експозиція, просвітницька діяльність
Зоологічний музей проводить екскурсії як для студентів та співробітників університету та для відвідувачів з міста. Музей відвідали гості з навчальних закладів Львова, нашої та інших областей України. Крім того, із закордону, зокрема: Грузії, Білорусі, Польщі, Чехії, Індії, Нігерії, США, Кіпру, Перу, Росії, Тунісу, Туреччини. Співробітниками музею були проведені екскурсії для працівників: Уманського, Дрогобицького, Східноукраїнського, Одеського та Соломонового університетів; Канівського природного заповідника, Регіонального ландшафтного парку «Гранітно-степове Побужжя» та Поліського парку народового (Польща), Природного заповідника «Розточчя»; для співробітників Західної регіональної митниці.
Експозиція та окремі експонати Музейної колекції використовувалися у проведенні малих практикумів із зоології безхребетних та хребетних тварин, великого практикуму із зоології, спецпрактикуму та спецкурсів: орнітологія, теріологія, етологія, зоогеографія, екологія (1-5 курс). Крім того, всю Музейну експозицію використовували для проведення занять і тематичних екскурсій для школярів загальноосвітніх шкіл та різного роду навчальних закладів міста Львова і області.
Музей є центром підготовки нового навчального посібника з основ зоологічної музеології.
На базі музею учні Львова та області готувалися до олімпіад з біології всіх рівнів, а також протягом двох років проводилась навчальна практика Львівського коледжу декоративного та прикладного мистецтва ім. І. Труша.

## Колекції

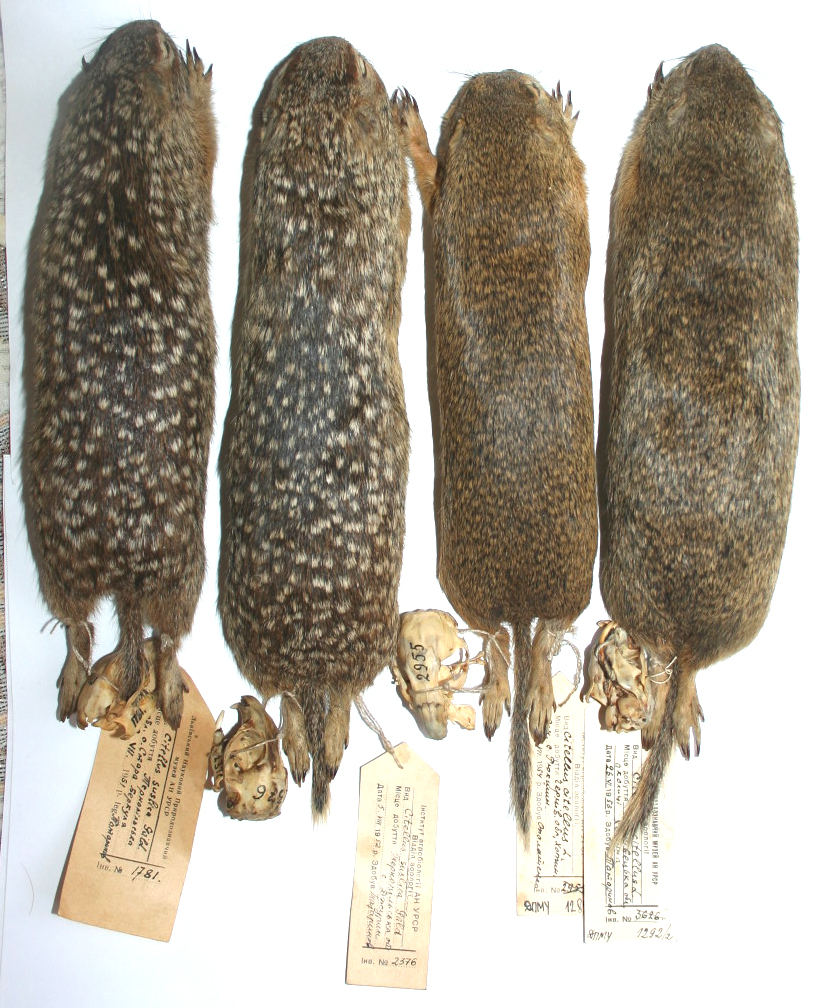
Колекційні зразки ховрахів з фондів зоомузею ЛНУ (фото І. Загороднюка, 23.07.2008)

В музеї зберігається низки типових матеріалів для різних груп тварин як безхребетних, так і хребетних.
Наукові колекції налічують понад 178 тис. експонатів, з яких близько 10 тис. формують експозицію. Фонди музею по праву презентують тваринний світ усіх континентів та всіх акваторій земної кулі.
Колекції безхребетних тварин, включають до свого складу, губок і малакологічні збори Бенедикта та Владислава Дибовських з Байкалу, Ангари, Амуру, Манчжурського моря та Каспію; корали та молюски експедиції принца Монако у Середземному, Червоному і Адріатичному морях; різноманітних голкошкірих з перших біологічних станцій у Неаполі та Трієсті.
Особливої уваги заслуговують ентомологічні колекції: клопи і цикади Е.-Ф. Гермар [Архівовано 18 жовтня 2011 у Wayback Machine.] а, метелики Європи — О. Штодінгера, жуки та метелики — А. Уляновського, метелики Галичини — С. К. Петруського, метелики Японії, Далекого Сходу, Паміру, Кавказу і Австралії — Л. Лясоти.
Орнітологічна колекція [Архівовано 14 вересня 2011 у Wayback Machine.] охоплює понад 1000 видів птахів, що становить 1/10 від їх світового різноманіття. До унікальних експонатів належить колекція колібрі та нектарниць, колекції зібрані М. Янковським, Б. Дибовським та Я. Грохмаліцьким на Далекому Сході, в Кореї, Південно-Східній Азії та Австралії, Південній Америці; колекції птахів України проф. Ф. Й. Страутмана та доц. Н. І. Сребродольської.
Таким чином, на сьогодні в Зоологічному музеї зберігається типовий матеріал 61 виду тварин, що говорить про не-аби-яку цінність його зборів. Із 6731 виду та підвидів хребетних тварин, які занесені до «червоного» списку Міжнародного союзу охорони природи (2000 р.), 152 види, або 2,3 % представлені в колекціях музею. Стає очевидною цінність зібраних колекцій. По-перше, вона полягає у географічному відображенні зборів. Саме за даними етикетажу сьогодні можна описати зміни ареалів багатьох рідкісних видів тварин не лише в Україні, але й в інших куточках Землі; встановити, де ці види зникли і спробувати з'ясувати причини їх зникнення. По-друге, в музеї зібрані деякі зниклі види тварин, які вже неможливо побачити в природі. По-третє, наявні експонати слугують документальним підтвердженням необхідності проведення активної природоохоронної роботи і є наочним матеріалом для навчального процесу студентів природничих спеціальностей.
В музеї є зразки, зібрані на передані на зберігання відомими в Україні дослідниками, зокрема відомим теріологом Олександром Кондратенком.
Колекції музею, протягом останніх років, використані для підготовки та захисту шести кандидатських дисертацій: І. В. Дикого, І. В. Шидловського, О. С. Закали (Гнатини) (Львів — Київ), О. М. Зіненко (м. Харків), О. О. Широкої (м. Іркутськ), І. В. Палько (м. Москва) та деяких інших.

## Каталоги й інші видання музею
- Каталог рідкісних та червонокнижних видів тварин колекцій зоологічного музею [Архівовано 2 лютого 2014 у Wayback Machine.] / Укладачі: Й. В. Царик, І. В. Шидловський, О. В. Головачов, Т. І. Лисачук, Х. Й. Романова, Т. М. Паславська, Г. З. Єдинак, Р. С. Павлюк, М. Н. Вознюк — Львів: ЛНУ ім. І.Франка, 2000. — 48 с.
- Каталог яєць та гнізд птахів Зоологічного музею ім. Бенедикта Дибовського [Архівовано 5 жовтня 2017 у Wayback Machine.] / Укладачі: Шидловський І. В., Головачов О. В., Лисачук Т. І., Романова Х. Й. — Львів: Видавничий центр ЛНУ ім. І.Франка, 2001. — 67 с.
- Рівнокрилі комахи (Homoptera) з колекції Е.-Ф. Гермара у фондах Зоологічного музею ЛНУ ім. І. Франка (каталог) [Архівовано 2 лютого 2014 у Wayback Machine.] / Укладачі: Шидловський І. В., Головачов О. В. — Львів: Видавничий центр ЛНУ ім. І.Франка, 2005. — 87 с.
- Каталог колекції прісноводних молюсків проф. В. І. Здуна у фондах Зоологічного музею ЛНУ ім. І. Франка [Архівовано 2 лютого 2014 у Wayback Machine.] / Укладачі: Шидловський І. В., Гураль Р. І ., Романова Х. Й. — Львів: Видавничий центр ЛНУ ім. І. Франка, 2008. — 58 с.
- Каталог колекцій ссавців Зоологічного музею Львівського національного університету імені Івана Франка [Архівовано 2 лютого 2014 у Wayback Machine.] / Укладачі: Затушевський А. Т., Шидловський І. В., Закала О. С., Дикий І. В., Головачов О. В., Сеник М. А., Романова Х. Й. — Львів: Видавничий центр ЛНУ ім. І. Франка, 2010. — 442 с.
- Каталог яєць та гнізд птахів Зоологічного музею Львівського національного університету імені Івана Франка [Архівовано 2 лютого 2014 у Wayback Machine.] / укладачі: Н. А. Пісулінська, І. В. Шидловський, А. Т. Затушевський — Львів: ЛНУ ім. Івана Франка, 2013. — 142 с. ISBN 978-617-10-0028-5

У «Каталозі колекцій ссавців Зоологічного музею…» вміщено розгорнуту історію наповнення колекції (як фондів, так і експозиції) ссавців, проте ця історія значною мірою відбиває історію формування колекцій музею загалом.

## Наукові дослідження
За участі співробітників музею виконувалися наступні проєкти: Проєкт «Чолгині — 98» № 1050 за підтримки Екологічного фонду Львівської обласної державної адміністрації (1998).
Проєкт «Avosetta — Summer Camp» — OEK/KNIP/MOU 9901 за підтримки Office of the Agricultural Counselor, Royal Netherlands Emmbassy (1999).
Проєкт «Avosetta — 99» № 701 за підтримки Цільового фонду навколишнього природного середовища Львівської обласної державної адміністрації(1999).
Проєкт «To conserve the nature» — OEK/KNIP 0221 за підтримки Office of the Agricultural Counselor, Royal Netherlands Emmbassy (2002).
Проєкт Українського товариства охорони птахів — «Important Birds Areas», що виконувався за фінансування Bird Life International протягом 1996—2000 рр.
Проєкт Українського товариства охорони птахів з дослідження та охорони деркача (Crex crex) в Україні протягом 2000—2001 рр.
Міжнародний науковий проєкт «Wader Wetlands Inland» (WWI) спільно з NABU (Germany) протягом 1997—2007 рр.
Міжнародний науковий проєкт «Tringa glareola — 2000» спільно з Waterbird Reseach Group KULLING (Poland) –протягом 1997—2003 рр.
Голландсько-польсько-українсько-білоруський проєкт «Природні ресурси долини річки Буг: стан, загрози, збереження». № 75668/Ukraine (підпроєкт «Фауністичні дослідження») за фінансування Wetlands International протягом 1998—2000.
Польові семінари з вивчення і охорони хижих птахів організовані за співпраці ЗУОС із «Working Group on Research and Protection of Birds of Prey and Owls (Slovak Republic)» та «Eagle Conservation Committee (Poland)» за підтримки «Partnership Foundation (Poland)» в 1999 р.
Співробітники музею брали і беруть участь у науково-дослідній тематиці кафедри зоології[недоступне посилання з липня 2019]. З 1995 року ведуться роботи з вивчення міграцій та орієнтації птахів, для чого неподалік с. Чолгині Яворівського району організовується польовий орнітологічний табір, а на його базі та при Зоомузею у 1999 році створено ЛРГО «Західно-Українська орнітологічна станція».
За час проведення досліджень були відловлені і закільцьовані понад 30 тис. птахів більше ніж 100 видів; проведено понад 500 дослідів з орієнтації; спільно з шведськими орнітологами зібрано матеріал для генетичного аналізу синьошийок (Luscinia svecica), що пролітають через територію західної України.
Ведуться фауністичні дослідження фауни заказника «Чолгинський», де виявлено 24 червонокнижних види птахів.
Проведено ряд обліків гніздової орнітофауни р. Прип'ять, територій Шацького і «Прип'ять-Стохід» національних природних парків та Рівненського природного заповідника.
Проведено обліки червонокнижних видів птахів у різних областях України для нового видання Червоної книги, підготовлено необхідні видові нариси та обґрунтування по окремих з них.
Створено комп'ютерну базу даних колекції ссавців Зоологічного музею.
До 100-річчя з дня народження, підготовлено і опубліковано «Каталог малакологічної колекції проф. В. І. Здуна», який містить розширену біографію цього видатного українського зоолога.
Матеріали досліджень співробітників використані при складанні науково-технічної документаці та обґрунтувань створення наступних територій природо-заповідного фонду: орнітологічний заказник «Чолгинський», заказник «Чоновини», Регіональний ландшафтний парк «Прип'ять — Стохід» [Архівовано 7 серпня 2020 у Wayback Machine.], спільно зі співробітниками Природного заповідника «Розточчя» проведено інвентаризацію природо-заповідних об'єктів Львівщини.